# Triều Tiên Thế Tông
Triều Tiên Thế Tông (tiếng Hàn: 조선세종, Hanja: 朝鮮世宗, sinh ngày 15 tháng 5 năm 1397 – mất ngày 8 tháng 4 năm 1450) là vị quốc vương thứ tư của nhà Triều Tiên, Miếu hiệu Thế Tông, nhà Minh ban Thụy hiệu Trang Hiến (莊憲), Triều Tiên dâng Thụy hiệu Trang Hiến Anh Văn Duệ Vũ Nhân Thánh Minh Hiếu Đại Vương (Hangul: 장헌영문예무인성명효대왕). Ông trị vì từ năm 1418 đến năm 1450, tổng cộng 32 năm.
Trong 4 năm đầu, Thế Tông cùng cha là Thượng vương Thái Tông cai quản triều chính. Năm 1422, Thái Tông băng hà, Thái Tử Thế Tông chính thức trở thành vua của Triều Tiên. Thế Tông thực hiện nhiều chính sách nhằm khuyến khích khoa học - kỹ thuật, mở mang kinh tế, khuyến khích Nho học và bổ sung những điều khoản mới vào luật pháp. Ông còn cải cách văn tự, ban hành chữ cái tượng thanh Chosŏn'gŭl vào năm 1446, dùng để ký âm tiếng Triều Tiên - bất chấp sự phản đối mạnh mẽ từ phía những nho sĩ coi trọng truyền thống vốn luôn dùng chữ Hán của Trung Quốc. Về đối ngoại, Thế Tông phía bắc tiến đánh Mãn Châu, di dân đến định cư ở vùng này, phía nam đánh đảo Tsushima - tiễu trừ cướp biển Nhật Bản. Ngày nay, Thế Tông được xem là vị minh quân đã đưa văn hóa Triều Tiên đến một thời kỳ rực rỡ. Người dân Hàn Quốc quen gọi ông là Thế Tông Đại Vương (세종대왕, 世宗大王); mặc dù trên thực tế xưng danh Đại Vương đã có mặt trong Thụy hiệu của hầu hết các đời vua Triều Tiên trước năm 1897.

## Tuổi trẻ và gia thế
Triều Tiên Thế Tông có tên húy là Lý Đào (李裪, 이도), ông là con thứ ba của Triều Tiên Thái Tông Lý Phương Viễn, mẹ là Nguyên Kính Vương Hậu Mẫn thị, người ở Ly Hưng. Lúc còn làm Vương tử, ông được phong là Trung Ninh Đại Quân (忠寧大君). Khi còn trẻ, Lý Đào học giỏi nhiều môn, nên được vua cha yêu quý hơn hai người anh.
Khi Lý Đào được 12 tuổi, ông được phong làm Đông cung Thế tử (東宫世子) và được gả con gái của Thẩm Ôn (沈溫), một đại quý tộc nguyên quán ở Thanh Tùng (靑松, Cheongsong).
Việc lên ngôi của Lý Đào có nhiều điểm khác với sự lên ngôi của phần lớn các vị Quốc vương Triều Tiên khác. Vương tử trưởng là Nhượng Ninh Đại quân Lý Đề (李褆), nhận thấy mình không đủ tài làm Quốc vương, tin Thế Tông đã có mệnh làm Vương. Cùng với Vương tử thứ 2 là Hiếu Ninh Đại quân Lý Bổ (李補), ông ta cho rằng trách nhiệm của họ là đưa Lý Đào lên ngôi. Vì vậy, họ cố tỏ thái độ cực kỳ vô lễ ở cung đình, và ít lâu sau họ bị trục xuất khỏi Hán Thành.Mưu tính của 2 vương tử này cuối cùng đã đưa Lý Đào lên ngôi. Vương tử trưởng trở thành một lữ khách đi lang thang và sống ẩn dật trên núi. Người con thứ hai đến một ngôi chùa, nơi ông ta xuống tóc đi tu.
Tháng 8 năm 1418, vua Thái Tông nhường ngôi cho Thế tử Lý Đào, tức Thế Tông. Thái Tông làm Thái Thượng vương, tiếp tục nắm thực quyền cai quản quốc gia. Không lâu sau khi Thế Tông lên ngôi, Thái Tông bắt tội Thẩm Ôn (cha vợ Thế Tông) vì phàn nàn việc thượng vương nắm hết đại quyền dù có vua tại vị. Thẩm Ôn bị ép phải uống thuốc độc chết.

## Trị vì
Năm 1418, Triều Tiên Thế Tông lên ngôi, nhưng việc nước vẫn do thượng vương Triều Tiên Thái Tông nắm giữ. Năm 1422, Thái Tông mất, Thế Tông tự nắm triều chính, ông đã gây bất ngờ cho quần thần vì sự sáng tạo và hiểu biết chính trị sâu sắc.
Các vua đầu nhà Triều Tiên như Thái Tổ, Thái Tông lên ngôi nhờ sự giúp đỡ của giới quý tộc và quan chức Nho học, nên thường bị những người này chi phối, vương quyền bị giới hạn. Đến Thế Tông, nhà vua ban hành nhiều cải cách về tổ chức nhà nước, quân sự, văn hoá, thuế khoá, nhưng cũng không qua được giới hạn này. Ông thường phải chịu sự ngăn cản và phê bình mạnh mẽ từ giới Nho gia, dù sự phê bình này ở các vương quốc khác có thể bị ghép vào tội khi quân. Tuy nhiên, Thế Tông cũng biết cách kiềm chế nhóm người này mà không cần viện đến vũ lực và sự trừng phạt. Ông tỏ ra hiểu biết và thông thái hơn hẳn các Nho thần dạy học vua trong Kinh diên; ông còn chủ động đưa ra chỉ đạo, hướng dẫn cho các học sĩ điện Tập Hiền; ngoài ra ông tạo ra 1 hệ chữ cái mới bất chấp sự phản kháng quyết liệt của Nho thần. Về cuối đời, ông còn bày tỏ niềm tin và sự sùng kính với Phật giáo dù phần lớn Nho thần thời đó đều bài bác đạo Phật.

### Quân sự
Triều Tiên Thế Tông được đánh giá là một nhà chiến lược quân sự lớn. Ông đã ban hành nhiều điều quân lệnh nhằm củng cố quân đội, đồng thời phát triển kỹ thuật quân sự, tăng cường thử nghiệm, sử dụng đại bác cùng nhiều loại pháo cối, cung lửa khác nhau.
Đầu năm 1419, đại danh đảo Đối Mã (Nhật Bản) là Sō Sadamori xua cướp biển đánh phá Triều Tiên. Tháng 6 năm này, thượng vương Thái Tông quyết ý chiếm Đối Mã. Thượng vương bảo Thế Tông sai tướng Lí Tòng Mậu (이종무, 李從茂) đem thủy quân (17.884 người) đánh đảo Đối Mã. Quân Triều Tiên giết 123 quân Nhật, bắt 119, giải thoát 131 người Minh bị cướp biển bắt và 21 nô lệ trên đảo. Đến ngày 26 tháng 6, phục binh Nhật đánh tan quân Triều Tiên ở Nii, làm chết 150 lính. Người Triều Tiên bèn thương lượng với đại danh, đến tháng 7 thì lui về nước. Năm 1443, hai bên ý hòa ước Quý Hợi: đại danh Đối Mã chịu cống nạp vua Triều Tiên; Thế Tông cho phép Đối Mã được thông thương với Triều Tiên sáu mươi tàu thuyền mỗi năm.
Năm 1433, Thế Tông sai tướng Kim Tông Thụy (金宗瑞, 김종서) đánh Mãn Châu ở phía Bắc. Quân Triều Tiên chiếm được một số thành trì, khôi phục lãnh thổ bị mất trước đây, đẩy biên giới của Triều Tiên lên gần bằng biên giới CHDCND Triều Tiên với Trung Quốc hiện nay. Nhà vua cho lập 4 quận và 6 khu đồn trú quân, còn được gọi là tứ quận, lục dinh (四郡六鎭, 사군육진) đế đề phòng dân Mãn Châu phản công.

### Khoa học & công nghệ
Triều đại Thế Tông chứng kiến những bước phát triển mạnh về khoa học và kỹ thuật. Năm 1429, Thế Tông sai biên soạn sách Nông sự trực thuyết để hướng dẫn nông dân. Tác phẩm này chứa đựng những thông tin về nhiều kỹ thuật canh tác khác nhau mà vua Thế Tông đã ra lệnh cho các quan chức đi thu thập ở trên khắp đất nước Triều Tiên. Các kỹ thuật này cần thiết để thực hiện những phương pháp canh tác mới trong nền nông nghiệp Triều Tiên.
Tưởng Anh Thực (蔣英實, 장영실, Jang Yeong-sil) là một nhà phát minh xuất chúng vào thời Thế Tông. Ngay từ nhỏ Tưởng đã bộc lộ suy nghĩ thông minh và khả năng sáng tạo. Thế nhưng Tưởng lại là một người thuộc tầng lớp dưới cùng xã hội. Trước đây Thái Tông đã nhận thấy tài năng của Tưởng và vời ra làm quan. Việc phong quan chức và bảo trợ cho các nghiên cứu, phát minh của Tưởng bị nhiều quan triều phản đối mạnh mẽ, vì họ cho rằng một tiện dân thuộc tầng lớp dưới không thể nào đứng ngang hàng với các Nho thần. Nhưng vua Thế Tông tín nhiệm tài năng của Tưởng. Tưởng đã tạo ra các thiết kế quan trọng mới như đồng hồ nước, hỗn tượng và đồng hồ mặt trời. Tuy nhiên, sáng chế ấn tượng nhất của ông diễn ra năm 1442, đó là máy đo lượng mưa (vũ lượng kế) đầu tiên trên thế giới; mô hình này hiện không còn tồn tại và máy đo lượng mưa cổ nhất còn tồn tại ở Đông Á được chế tạo năm năm 1770, dưới triều vua Anh Tổ. Theo tác phẩm Thừa chính viện nhật ký (承政院日記, 승정원일기, Sŭngchŏngwŏn Ilki) vua Anh Tổ dự định khôi phục lại sự huy hoàng của thời đại Thế Tông, và vì vậy ông đã đọc một biên niên sử về thời Thế Tông. Sau khi đọc đoạn đề cập tới máy đo lượng mưa, Anh Tổ đã ban chỉ cho sản xuất lại. Do có dấu ấn của vua Càn Long nhà Thanh (trị vì: 1735–1796) của Trung Quốc, niên đại 1770 nên máy đo lượng mưa này của người Triều Tiên đôi khi bị hiểu sai là được nhập khẩu từ Trung Quốc.
Thế Tông cũng tiến hành cải cách hệ thống lịch Triều Tiên, vốn trước đây dựa trên hệ quy chiếu là vĩ độ của kinh thành Trung Quốc. Vua Thế Tông là người đầu tiên trong lịch sử Triều Tiên ra lệnh cho các nhà thiên văn học Triều Tiên biên soạn một bộ lịch lấy kinh đô Hán Thành làm vĩ độ trung tâm. Hệ thống mới này cho phép các nhà thiên văn Triều Tiên dự đoán chính xác thời gian diễn ra nhật thực và nguyệt thực.
Trong lĩnh vực y học cổ truyền Triều Tiên, hai luận thuyết quan trọng đã được viết ra trong thời gian trị vì của Thế Tông. Chúng là Hyangyak chipsŏngbang (Hương dược tập thành phương) và Ŭibang yuch'wi (Y phương loại tụ), được sử gia Yung Sik Kim nhận định là đại diện cho các cố gắng của người Triều Tiên nhằm phát triển hệ thống kiến thức y học riêng của chính mình, khác biệt với những gì của Trung Hoa.

### Văn học
Về văn học, ông khuyến khích các đại thần cùng các học giả đến nghiên cứu tại triều đình. Vua Thế Tông cũng giám sát, và có thể tự mình tham gia, trong việc tạo ra ngôn ngữ bằng văn bản của hangul và công bố nó tới dân chúng Triều Tiên trong Huấn dân chính âm (訓民正音, 훈민정음, Hunminjŏngŭm), có nghĩa là những âm thanh bằng lời nói đúng ngụ ý để dạy dân.
Do phụ thuộc vào sản xuất nông nghiệp nên Thế Tông cho phép nông dân nộp thuế nhiều hoặc ít phù hợp với những biến động của thịnh vượng hay khó khăn. Vì điều này, họ có thể ít lo lắng hơn về hạn ngạch thuế và làm việc thay vì lúc được mùa lại đem bán các loại cây trồng. Khi triều đình dư thừa thực phẩm sẽ phân phối cho nông dân nghèo hay những nông dân cần đến nó. Năm 1429 Nông sự trực thuyết (農事直說, 농사직설, Nongsachiksŏl) đã được hoàn thành dưới sự giám sát của vua Thế Tông. Đây là quyển sách đầu tiên nói về nông nghiệp của Triều Tiên, giải quyết những vấn đề như gieo trồng, thu hoạch và canh tác đất.
Dù cho hầu hết quan lại và quý tộc phản đối việc sử dụng Hangul, nhưng những tầng lớp dưới vẫn chấp nhận học nó và họ đã có thể giao tiếp với nhau bằng văn bản.
Những tác phẩm của Thế Tông được đánh giá rất cao. Các tác phẩm nổi tiếng Long Phi Ngự Thiên Ca (龍飛御天歌, 용비어천가,Yongbiŏch'ŏnga, viết năm 1445), Thích Phổ Tường Tiết (釋譜詳節, 석보상열, Sŏkpo Sangchŏl, viết tháng 7 năm 1447), Nguyệt lân thiên giang trì khúc (月璘千江篪曲, 월린천강지곡, Wŏrin Ch'ŏnkang Chikok, viết tháng 7 năm 1447) và các tài liệu tham khảo Đông quốc chính âm (東國正音, 동국정음, Tong'guk Jŏngŭm, viết tháng 9 năm 1447).
Năm 1420, Thế Tông dựng điện Tập Hiền (集賢殿; 집현전; Chiphyŏnjŏn) ở cung Cảnh Phúc. Đây là nơi hoạt động của nhiều lĩnh vực khác nhau, gồm các học giả được lựa chọn từ nhà vua. Nổi tiếng nhất là Huấn dân chính âm, trong đó hệ thống Chosŏn'gŭl bằng văn bản lần đầu tiên được xây dựng.

### Chosŏn'gŭl

Huấn dân chính âm

Thế Tông Đại Vương có một cải cách mang tầm ảnh hưởng lớn đến lịch sử Triều Tiên, đó là ban hành Chosŏn'gŭl, bảng chữ cái ký âm dùng cho tiếng Triều Tiên hiện nay.
Trước khi hệ thống chữ Chosŏn'gŭl được ban hành, Triều Tiên chỉ sử dụng chữ Hán (hancha) trong văn bản, và Hán văn (Hanmun) đôi khi được dùng để viết các văn bản triều chính bằng tiếng Hán cổ. Một người muốn đọc và viết được các văn bản thời đó phải học chữ Hán - một thứ chữ không hề dễ học chút nào. Vì vậy gần như chỉ có những thành viên thuộc tầng lớp thượng lưu của xã hội mới biết chữ, còn đại đa số dân chúng là những người mù chữ. Hơn nữa, mặc dù có nhiều cải biên, việc dùng chữ Hán để ký âm Triều Tiên rất bất cập vì cấu trúc câu và ngữ pháp Triều Tiên mang nhiều điểm khác biệt so với ngữ pháp tiếng Hoa.
Thế Tông Đại Vương chủ trì việc giới thiệu 28 bảng chữ cái Triều Tiên, với mong muốn rằng mọi tầng lớp nhân dân Triều Tiên sẽ đọc và viết được ngôn ngữ này. Ông cũng cố gắng thiết lập sự đồng nhất về văn hoá cho thần dân thông qua cách viết thống nhất. Quyển đầu tiên được xuất bản năm 1446, bất cứ ai cũng có thể học Chosŏn'gŭl khoảng độ mấy ngày. Những người không biết Chosŏn'gŭl cũng có thể cơ bản phát âm được chữ viết tiếng Triều Tiên một cách chính xác chỉ sau vài giờ học. Lý do vì Chosŏn'gŭl là:
1. Ký tự tượng thanh
2. Ngôn ngữ Triều Tiên không có thanh điệu (khác với tiếng Hán).

Ông thiết lập các mẫu tự Chosŏn'gŭl từ các đường gạch và gắn mỗi đường với một hình vẽ đã được giản hóa của các hình mẫu tạo thành từ miệng, lưỡi và răng khi tạo ra âm thanh liên quan đến ký tự đó. Nói rộng ra, một ký tự đại thể tương đương như một âm tiết trong tiếng Việt và các từ được cấu thành bằng cách viết các ký tự mang âm tiết theo một cách nào đó. Đây không phải là kiểu viết thành hàng, các ký tự mang âm tiết có khuynh hướng "kết lại" thành những nhóm hai hoặc ba ký tự.

## Qua đời và di sản

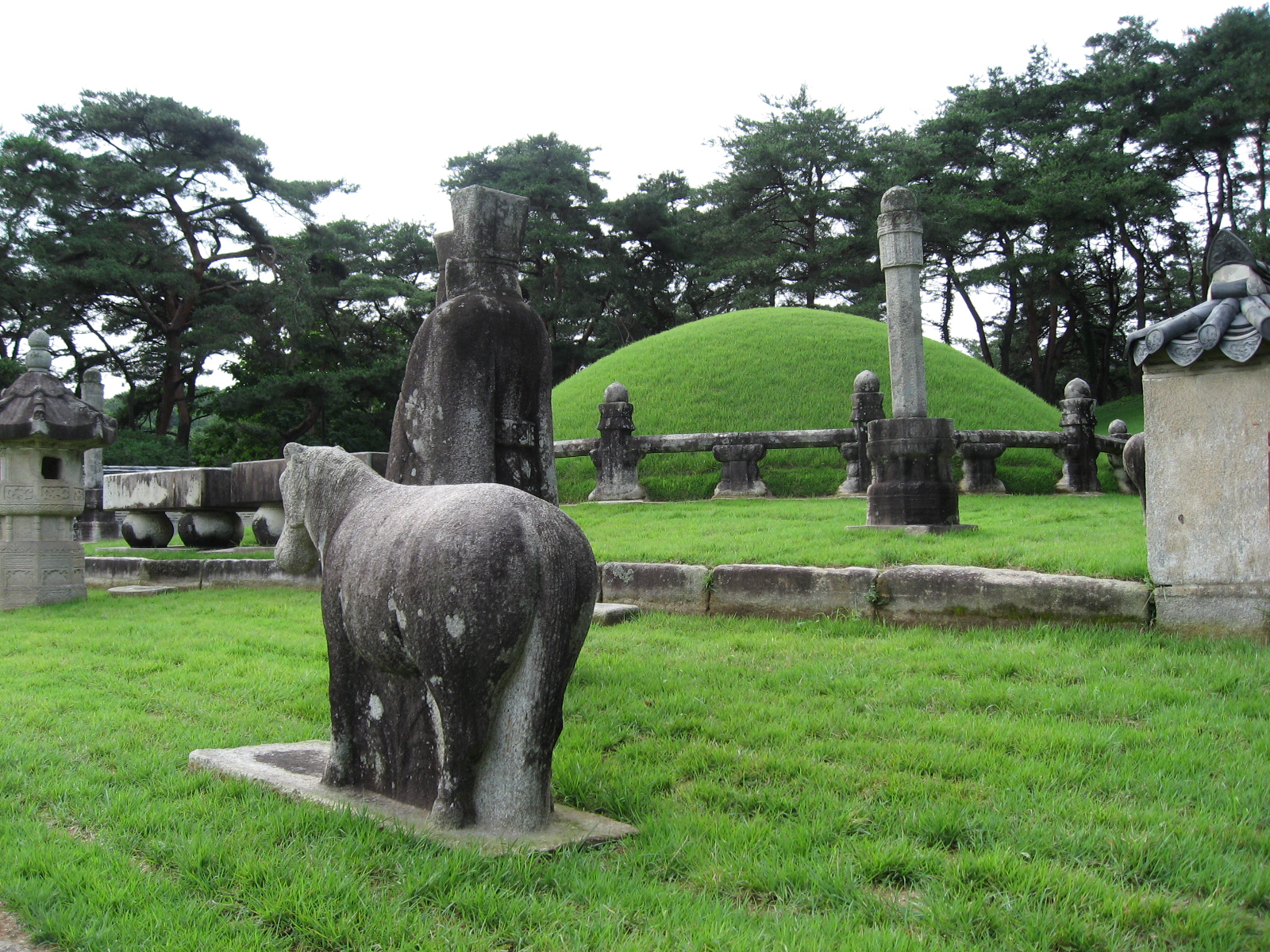
Lăng Thế Tông ở Yeoju, Gyeonggi

Năm 1450, Triều Tiên Thế Tông qua đời ở tuổi 54, được táng ở Anh Lăng (英陵). Vương Thế tử Lý Hướng lên ngôi, đó là Triều Tiên Văn Tông.
Cả hai vị trí trung tâm Seoul: Phố Sejongno và trung tâm nghệ thuật biểu diễn Sejong được đặt theo tên của vua Thế Tông. Ông còn được miêu tả trên các tờ tiền giấy mệnh giá 10.000 Won của Hàn Quốc.
Đầu năm 2007, chính phủ Hàn Quốc đã quyết định thành lập đặc khu trên một phần hiện tại của tỉnh Chungcheongnam-do, gần Daejeon hiện nay. Khu vực mới này được đặt tên là thành phố tự trị đặc biệt Sejong được đặt theo miếu hiệu của Thế Tông, sẽ thay thế thủ đô Seoul trong tương lai.
Cuộc đời của Thế Tông được thể hiện trong loạt phim lịch sử phát sóng trên kênh KBS mang tên Đại Vương Thế Tông vào năm 2008.

## Gia đình
- Thân phụ: Triều Tiên Thái Tông Lý Phương Viễn.
- Thân mẫu: Nguyên Kính Vương hậu Mẫn thị (元敬王后閔氏; 1365 - 1420), người ở Ly Hưng, con gái thứ của Ly Hưng phủ viện quân Mẫn Tễ (閔霽) và Tam Hàn quốc đại phu nhân Tống thị ở Lệ Sơn (三韓國大夫人礪山宋氏).
- Hậu cung:

1. Chiêu Hiến vương hậu Thẩm thị (昭憲王后沈氏, 1395 - 1446), người ở Thanh Tùng, là con gái của Thanh Xuyên phủ viện quân Thẩm Ôn (靑川府院君沈溫) và Tam Hàn Quốc Đại phu nhân An thị ở Thuận Hưng (三韓國大夫人順興安氏). Bà sinh hạ 8 Vương tử và 2 công chúa, trong đó có Triều Tiên Văn Tông và Triều Tiên Thế Tổ.
2. Thận tần Kim thị (慎嬪金氏, 1404 - 1464), người ở Thanh Châu. Cha là Kim Nguyên (金元), mẹ là Cao phu nhân ở Sóc Ninh. Xuất thân hàn vi, bà nhập nội mệnh phủ làm cung nữ của Chiêu Hiến vương hậu, về sau được Thế Tông sủng ái. Tuy vậy, bà cẩn trọng nho nhã, rất được Vương hậu tín nhiệm, thăng làm Chiêu dung (昭容), rồi Chiêu nghi (昭儀). Năm 1439, tấn phong Quý nhân (貴人), vì xuất thân không cao nên quần thần bàn nghị chuyện thăng vị quá cao, tuy vậy Thế Tông vẫn chủ trương yêu mến bà. Năm 1442, tấn phong Thận tần (慎嬪), cao quý nhất trong hàng hậu cung, chỉ kém Vương hậu 1 bậc. Sau khi Thế Tông qua đời, bà xuất gia làm ni sư cho đến khi qua đời. Bà đã hạ sinh cho Thế Tông 6 vị vương tử: Quế Dương quân, Nghĩa Xương quân, Mật Thành quân, Dực Hiện quân, Ninh Hải quân và Đầm Giang quân. Ngoài ra còn 2 ông chúa nhưng đều chết yểu.
3. Huệ tần Dương thị (惠嬪楊氏, ? - 1455), người ở Thanh Châu, không rõ xuất thân cha mẹ là ai. Khi vào hầu Thế Tông, phong vị của bà sơ phong Quý nhân (貴人), sau khi Thế Tông qua đời bị buộc ra khỏi cung sống. Năm 1452, vua Văn Tông mất, Dương quý nhân giúp đỡ Triều Tiên Đoan Tông lên ngôi nên được đặt cách tấn phong làm Huệ tần (惠嬪), được Đoan Tông mời về ở trong cung, giao cho quyền lực xử lý hậu cung như bậc trưởng bối. Huệ tần trong cung hoàn hành bè đảng, nhiễu loạn trong triều. Triều Tiên Thế Tổ dùng chính biến lên ngôi, Huệ tần Dương thị bị phế tước vị và bị buộc tự sát. Về sau, Triều Tiên Túc Tông khôi phục phong hiệu, và Triều Tiên Chính Tổ ban thụy là Mẫn Trinh (愍貞). Bà sinh hạ 3 vương tử cho Thế Tông là: Hán Nam quân, Thọ Xuân quân và Vĩnh Phong quân.
4. Lệnh tần Khương thị (令嬪姜氏, ? - 1483), người ở Tấn Châu. Không rõ thân phận khi còn sống của bà, theo lăng mộ trong lăng của Thế Tông thì bà chỉ là Cung nhân Khương thị. Về sau, xét công lao sinh ra Hòa Nghĩa quân Lý Anh, triều đình đồng ý gọi là với phong hiệu [Lệnh tần; 令嬪].
5. Quý nhân Phác thị (貴人朴氏, 1369 - 1422), người ở Mật Dương.
6. Quý nhân Thôi thị (貴人崔氏, 1376 - 1452), người ở Toàn Châu.
7. Chiêu dung Hồng thị (昭容洪氏).
8. Thục nghi Tào thị (淑儀曺氏).
9. Thục viên Lý thị (淑媛李氏).
10. Thượng tẩm Tống thị (尚寢宋氏).
11. Tư ký Xa thị (司記車氏).

### Vương tử
1. Triều Tiên Văn Tông Lý Hướng [李珦], mẹ là Chiêu Hiến vương hậu.
2. Triều Tiên Thế Tổ Lý Nhu [李瑈], mẹ là Chiêu Hiến vương hậu.
3. An Bình Đại quân Lý Dung [安平大君李瑢, 1418 - 1453], mẹ là Chiêu Hiến vương hậu. Lấy Phủ phu nhân Trịnh thị ở Diên Nhật.
4. Lâm Quán Đại quân Lý Cầu [臨瀛大君李璆, 1420 - 1469], mẹ là Chiêu Hiến vương hậu. Lấy Quận phu nhân Nam thị ở Nghi Ninh và Tề An phủ phu nhân Thôi thị ở Toàn Châu.
5. Quảng Bình Đại quân Lý Dư [廣平大君李璵, 1425 - 1444], mẹ là Chiêu Hiến vương hậu. Lấy Vĩnh Gia Phủ phu nhân Thân thị ở Bình Sơn.
6. Hòa Nghĩa quân Lý Anh [和義君李瓔, 1425 - 1460], mẹ là Lệnh tần Khương thị. Lấy quận phu nhân Phác thị ở Mật Dương.
7. Cẩm Thành Đại quân Lý Du [錦城大君李瑜, 1426 - 1457], mẹ là Chiêu Hiến vương hậu. Lấy Hoàn Sơn Phủ phu nhân Thôi thị ở Toàn Châu.
8. Quế Dương quân Lý Tằng [桂陽君李璔, 1427 - 1464], mẹ là Thận tần Kim thị. Lấy Tinh Thiện Quận phu nhân Hàn thị ở Thanh Châu.
9. Bình Nguyên Đại quân Lý Lâm [平原大君李琳, 1427 - 1445], mẹ là Chiêu Hiến vương hậu. Lấy Giang Ninh Phủ phu nhân Hồng thị ở Nam Dương.
10. Nghĩa Xương quân Lý Công [義昌君李玒, 1428 - 1460], mẹ là Thận tần Kim thị. Lấy Lương Nguyên Quận phu nhân Kim thị ở Diên An.
11. Hán Nam quân Lý Vu [漢南君李玗, 1429 - 1459], mẹ là Huệ tần Dương thị. Lấy Quận phu nhân Quyền thị ở An Đông.
12. Mật Thành quân Lý Sâm [密城君李琛, 1430 - 1479], mẹ là Thận tần Kim thị. Lấy Phong Đức Quận phu nhân Mẫn thị ở Ly Hưng.
13. Thọ Xuân quân Lý Huyền [壽春君李玹, 1431 - 1455], mẹ là Huệ tần Dương thị. Lấy Vinh Xuyên Quận phu nhân Trịnh thị ở Diên Nhật.
14. Dực Hiện quân Lý Quản [翼峴君李璭, 1431 - 1463], mẹ là Thận tần Kim thị. Lấy Kim Đê Quận phu nhân Triệu thị ở Bình Nhưỡng.
15. Vĩnh Ưng Đại quân Lý Diễm [永膺大君李琰, 1434 - 1467], mẹ là Chiêu Hiến vương hậu. Lấy Xuân Thành Phủ phu nhân Trịnh thị ở Hải Châu và Đái Phương phủ phu nhân Tống thị ở Lệ Sơn.
16. Vĩnh Phong quân Lý Tuyền [永豊君李瑔, 1434 - 1456], mẹ là Huệ tần Dương thị. Lấy Quận phu nhân Phác thị ở Thuận An.
17. Ninh Hải quân Lý Đường [寧海君李瑭, 1435 - 1477], mẹ là Thận tần Kim thị. Lấy Lâm Xuyên Quận phu nhân Thân thị ở Bình Sơn.
18. Đầm Giang quân Lý Cừ [潭陽君李璖, 1439 - 1450], mẹ là Thận tần Kim thị.

### Vương nữ
1. Trinh Chiêu Công chúa [貞昭公主, 1412 - 1424], mẹ là Chiêu Hiến vương hậu.
2. Trinh Ý Công chúa [貞懿公主, 1415 - 1477], mẹ là Chiêu Hiến vương hậu. Hạ giá lấy Diên Xương úy An Mạnh Đam (安孟聃).
3. Hai con gái với của Thận tần Kim thị.
4. Trinh Hiển Ông chúa [貞顯翁主, 1424 - 1480], mẹ là Thượng tẩm Tống thị. Hạ giá lấy Linh Xuyên quân Doãn Sư Lộ (尹師路).
5. Trinh An Ông chúa [貞安翁主, ? - 1461], mẹ là Thục viên Lý thị. Hạ giá lấy Thẩm An Nghĩa (沈安義).
6. Một con gái với của Tư ký Xa thị.

## Miếu hiệu và thuỵ hiệu
- Sejong Jangheon Yeongmun Yemu Inseong Myeonghyo Daewang.
- 세종장헌영문예무인성명효대왕.
- 世宗莊憲英文睿武仁聖明孝大王.
- Thế Tông Trang Hiến Anh Văn Duệ Vũ Nhân Thánh Minh Hiếu Đại Vương.